# Jerslev (plaats)
Jerslev is een plaats in de Deense regio Noord-Jutland, gemeente Brønderslev.
De plaats telt 814 inwoners (2008).